# Кайнарджа (община)
Вижте пояснителната страница за други значения на Кайнарджа.
Община Кайнарджа се намира в Североизточна България и е една от съставните общини на област Силистра.

## География

### Географско положение, граници, големина
Общината е разположена в източната част на област Силистра. С площта си от 314,961 km2 заема 5-о място сред 7-те общините на областта, което съставлява 11,07% от територията на областта. Границите ѝ са следните:
- на запад – община Алфатар и община Силистра;
- на север – Румъния;
- на югоизток – община Крушари, област Добрич;
- на юг – община Тервел, област Добрич.

### Природни ресурси

#### Релеф
Община Кайнарджа се намира в северната част Източната Дунавска равнина. Релефът ѝ е равнинен и ниско хълмист, наклонен на север с надморска височина от 200 m на юг до 100 m на север, набразден от дълбоки (на места над 100 m) спрямо околния терен суходолия. Цялата община попада в северозападната част на Добруджанското плато. Максималната ѝ височина се намира в южната ѝ част, източно от село Каменци, на границата с община Тервел – 228 m н.в., а най-ниската – 23 m н.в., в суходолието на Суха река, северно от село Краново.

#### Води
На територията на община Кайнарджа липсват повърхностно течащи води. При силни дъждове и при топенето на снеговете по суходолията протичат водни течения, които по-късно и през лятото пресъхват. При поройни дъждове водите прииждат с голяма сила и унищожават всичко в коритата си. През нейната територия преминават три големи суходолия, дълбоко всечени сред околния терен.
Първото от тях и най-голямото е на Суха река (най-голямата река в Добруджа, десен „приток“ на Дунав). То навлиза в пределите на общината североизточно от село Брестница (община Тервел) на 70 m н.в. и с множество меандри продължава на североизток по границата с община Крушари. Североизточно от село Голеш, завива на север, изцяло навлиза в пределите на община Кайнарджа, минава източно от село Краново и на около 4 km северно от него на 23 m н.в. напуска територията на България и навлиза в Румъния.
В западната част на общината, по границата с община Алфатар, от юг на север преминава второто голямо суходолие на територията ѝ – суходолието на Хърсовска река (десен „приток“ на река Канагьол, която от своя страна е десен „приток“ на Дунав на румънска територия). То навлиза в общината югозападно от село Посев на 108 m н.в, минава западно от селата Попрусаново и Стрелково и северозападно от последното напуска нейните предели на 47 m н.в.
Третото голямо суходолие в община Кайнарджа е суходолието Табан. То навлиза в нея от община Тервел на 113 m н.в., минава покрай селата Каменци, Давидово и Средище и западно от село Стрелково се влива отдясно в суходолието на Хърсовска река на 52 m н.в.

### Населени места
Общината се състои от 15 населени места. Списък на населените места, подредени по азбучен ред, население и площ на землищата им:
| Населено място | Пребр. на населението през 2021 г. | Площ на землището (в км2) | Забележка (старо име)       | Населено място     | Пребр. на населението през 2021 г. | Площ на землището (в км2) | Забележка (старо име)           |
| Войново        | 78                                 | 20,847                    | Кочулар                     | Краново            | 78                                 | 35,455                    |                                 |
| Голеш          | 1065                               | 39,728                    | Кьосе айдън                 | Полковник Чолаково | 205                                | 10,685                    | Кай булар                       |
| Господиново    | 16                                 | 115,385                   | Хадър челеби                | Попрусаново        | 27                                 | 16,888                    | Аратмаджа                       |
| Давидово       | 152                                | 9,058                     | АДауглар                    | Посев              | 122                                | 13,111                    | Екинджик                        |
| Добруджанка    | 162                                | 18,587                    | Кютюклии, Генерал Недялково | Светослав          | 81                                 | 18,781                    | Голяма Кайнарджа                |
| Зарник         | 358                                | 10,578                    | Зарнич                      | Средище            | 1037                               | 19,183                    | Бей бунар, Княжево              |
| Кайнарджа      | 539                                | 44,871                    | Малка Кайнарджа             | Стрелково          | 7                                  | 19,204                    | Топчии                          |
| Каменци        | 23                                 | 22,600                    | Кайрак                      | ОБЩО               | 3950                               | 314,961                   | няма населени места без землища |

## Административно-териториални промени
- МЗ № 2191/обн. 27.06.1942 г. – преименува с. Малък Караач на с. Брестак;

– преименува с. Кочулар на с. Войново;
– преименува с. Кютюклии на с. Генерал Недялково;
– преименува с. Кьосе айдън на с. Голеш;
– преименува с. Хадър челеби на с. Господиново;
– преименува с. Дауглар на с. Давидово;
– преименува с. Зарнич на с. Зарник;
– преименува с. Малка Кайнарджа на с. Кайнарджа;
– преименува с. Кайрак на с. Каменци;
– преименува с. Бей бунар (Бей пунар) на с. Княжево;
– преименува с. Кай булар на с. Полковник Чолаково;
– преименува с. Аратмаджа на с. Попрусаново;
– преименува с. Екинджик на с. Посев;
– преименува с. Голяма Кайнарджа на с. Светослав;
– преименува с. Топчии на с. Стрелково;
- Указ № 107/обн. 13.03.1951 г. – преименува с. Генерал Недялково на с. Добруджанка;
- Указ № 557/обн. 23.11.1951 г. – преименува с. Княжево на с. Средище;
- Указ № 57/обн. 05.02.1965 г. – заличава с. Брестак поради изселване;

## Население
Численост на населението според преброяванията през годините:
| Година на преброяване | Численост |
| 1934                  | 13 372    |
| 1946                  | 14 332    |
| 1956                  | 13 167    |
| 1965                  | 11 227    |
| 1975                  | 8 487     |
| 1985                  | 6 707     |
| 1992                  | 6 128     |
| 2001                  | 5 467     |
| 2011                  | 5 070     |
| 2021                  | 3 950     |

### Етнически състав
Преброяване на населението през 2011 г.
Численост и дял на етническите групи според преброяването на населението през 2011 г., по населени места (подредени по численост на населението):
| Населено място     | Численост | Численост | Численост | Численост | Численост | Численост           | Численост     | Населено място     | Дял (в %) | Дял (в %) | Дял (в %) | Дял (в %) | Дял (в %)           | Дял (в %)     |
| Населено място     | Общо      | Българи   | Турци     | Цигани    | Други     | Не се самоопределят | Не отговорили | Населено място     | Българи   | Турци     | Цигани    | Други     | Не се самоопределят | Не отговорили |
| Общо               | 5070      | 1429      | 2552      | 735       | 21        | 17                  | 316           | 100,00             | 28,18     | 50,33     | 14,49     | 0,41      | 1,40                | 6,23          |
| ------------------ | --------- | --------- | --------- | --------- | --------- | ------------------- | ------------- | ------------------ | --------- | --------- | --------- | --------- | ------------------- | ------------- |
| Войново            | 151       | 144       | 7         | 0         | 0         | 0                   | 0             | Войново            | 95,36     | 4,63      | 0,00      | 0,00      | 0,00                | 0,00          |
| Голеш              | 1409      | 17        | 1326      |           |           |                     | 64            | Голеш              | 1,20      | 94,10     |           |           |                     | 4,54          |
| Господиново        | 24        | 22        | 0         |           |           |                     | 0             | Господиново        | 91,66     | 0,00      |           |           |                     | 0,00          |
| Давидово           | 175       | 5         | 58        | 24        | 0         | 0                   | 88            | Давидово           | 2,85      | 33,14     | 13,71     | 0,00      | 0,00                | 50,28         |
| Добруджанка        | 100       | 38        | 22        | 0         | 0         | 0                   | 40            | Добруджанка        | 38,00     | 22,00     | 0,00      | 0,00      | 0,00                | 40,00         |
| Зарник             | 483       | 8         | 449       |           |           |                     | 25            | Зарник             | 1,65      | 92,96     |           |           |                     | 5,17          |
| Кайнарджа          | 691       | 680       | 7         | 0         | 0         | 0                   | 4             | Кайнарджа          | 98,40     | 1,01      | 0,00      | 0,00      | 0,00                | 0,57          |
| Каменци            | 22        | 22        | 0         | 0         | 0         | 0                   | 0             | Каменци            | 100,00    | 0,00      | 0,00      | 0,00      | 0,00                | 0,00          |
| Краново            | 92        | 91        |           | 0         |           |                     | 0             | Краново            | 98,91     |           | 0,00      |           |                     | 0,00          |
| Полковник Чолаково | 239       | 12        | 211       | 3         |           |                     | 11            | Полковник Чолаково | 5,02      | 88,28     | 1,25      |           |                     | 4,60          |
| Попрусаново        | 28        | 18        | 9         | 0         | 0         | 0                   | 1             | Попрусаново        | 64,28     | 32,14     | 0,00      | 0,00      | 0,00                | 3,57          |
| Посев              | 166       | 25        | 138       | 0         | 0         | 0                   | 3             | Посев              | 14,06     | 83,13     | 0,00      | 0,00      | 0,00                | 1,80          |
| Светослав          | 106       | 61        | 15        | 29        |           |                     | 0             | Светослав          | 57,54     | 14,15     | 27,35     |           |                     | 0,00          |
| Средище            | 1370      | 278       | 306       | 679       | 20        | 10                  | 77            | Средище            | 20,29     | 22,33     | 49,56     | 1,45      | 0,72                | 5,62          |
| Стрелково          | 14        | 8         | 3         | 0         | 0         | 0                   | 3             | Стрелково          | 57,14     | 21,42     | 0,00      | 0,00      | 0,00                | 21,42         |

### Вероизповедания
Численост и дял на населението по вероизповедание според преброяването на населението през 2011 г.:
|                     | Численост | Дял (в %) |
| Общо                | 5 070     | 100,00    |
| Православие         | 1 285     | 25,34     |
| Католицизъм         |           |           |
| Протестантство      | 6         | 0,11      |
| Ислям               | 3 188     | 62,87     |
| Друго               |           |           |
| Нямат               | 110       | 2,16      |
| Не се самоопределят | 103       | 2,03      |
| Непоказано          | 371       | 7,31      |

## Транспорт
През общината преминават частично 2 пътя от Републиканската пътна мрежа на България с обща дължина 49,9 km:
- участък от 18 km от Републикански път II-71 (от km 15,4 до km 33,4);
- участък от 31,9 km от Републикански път III-7001 (от km 12,9 до km 44,8).

## Топографска карта
- Лист от карта K-35-7. Мащаб: 1 : 100 000.
- Лист от карта K-35-8. Мащаб: 1 : 100 000.
- Лист от карта L-35-139. Мащаб: 1 : 100 000.
- Лист от карта L-35-140. Мащаб: 1 : 100 000.